# Вардісубані
Вардісубані (груз. ვარდისუბანი) — село в Грузії.
За даними перепису населення 2014 року в селі проживає 2646 осіб.